# Urani-234
Urani-234 (234U hay U-234) là một đồng vị của urani. Trong urani tự nhiên và trong quặng urani, 234U xuất hiện dưới dạng sản phẩm phân rã gián tiếp của urani-238, nhưng nó chỉ chiếm 0,0055% (55 parts-per million) trong urani thô vì chu kỳ bán rã của nó chỉ là 245.500 năm, bằng khoảng 1/18.000 so với chu kỳ bán rã của 238U. Do đó, tỷ lệ của 234
U và 238
U trong mẫu tự nhiên tương đương với tỷ lệ chu kỳ bán rã của chúng. Cách chính để tạo ra 234U thông qua phân rã phóng xạ như sau: hạt nhân urani-238 phát ra hạt alpha để trở thành thori-234. Tiếp theo, với chu kỳ bán rã ngắn, hạt nhân 234Th phát ra hạt beta, trở thành protactini-234 (234Pa), hay nhiều khả năng là đồng phân hạt nhân, ký hiệu là 234mPa. Cuối cùng, hạt nhân 234Pa hay 234mPa phát ra một hạt beta khác trở thành 234U.
Hạt nhân urani-234 phân rã do phát xạ alpha thành thori-230, ngoại trừ một phần rất nhỏ (parts-per billion) hạt nhân trải qua quá trình phân hạch tự phát.